# Jack Charlton
John „Jackie” Charlton, OBE (Ashington, 1935. május 8. – 2020. július 10.) világbajnok angol válogatott labdarúgó, edző. Bobby Charlton testvére.
Az angol válogatott tagjaként részt vett az 1966-os és az 1970-es világbajnokságon, illetve az 1968-as Európa-bajnokságon.
Az ír válogatott szövetségi kapitánya volt 1986 és 1995 között. Egy Európa-bajnokságra (1988) és két világbajnokságra (1990, 1994) vezette ki az íreket.

## Sikerei, díjai
Leeds United
- Angol másodosztály (1): 1963–64
- Angol bajnok (1): 1968–69
- Angol kupa (1): 1971–72
- Angol szuperkupa (1): 1969
- Angol ligakupa (1): 1967–68
- VVK-győztes (2): 1967–68, 1970–71

Anglia
- Világbajnok (1): 1966
- Európa-bajnoki bronzérmes (1): 1968

Egyéni
- Az év játékosa (1): 1967